# آناستیگمات

لنز یا عدسی آناستیگمات یا آناستیگماتیک، در عکاسی لنزی است که برای اصلاح سه خطای اصلی نوری به کار برده‌شده است: ابیراهی کروی و تاری نامتقارن و کما. 
لنزهای اولیه اغلب کلمهٔ آلمانی Anastigmat را در نام خود داشتند تا این ویژگی جدید را تبلیغ کنند مانند: (Doppel-Anastigmat, Voigtländer Anastigmat Skopar و غیره)